# Демерат
Демерат (нім. Demerath) — громада в Німеччині, розташована в землі Рейнланд-Пфальц. Входить до складу району Вульканайфель. Складова частина об'єднання громад Даун.
Площа — 10,51 км2. Населення становить 299 ос. (станом на 31 грудня 2020).